# Ngawi
Ngawi Ngawi Regency fővárosa, amely egyben Ngawi Regency kormányzati és gazdasági központja is. Ngawi egy körzet is, amely Indonéziában, Kelet-Jáva tartományban, Ngawi tartományban található. Ez az alkerület északon közvetlenül szomszédos a Pitu és Margomulyo kerületekkel, Bojonegoro Regencyvel, keleten a Kasreman kerülettel és a Pangkur kerülettel, délen a Geneng kerülettel, a Kwadungan kerülettel és a Paron kerülettel, és különösen nyugaton a Paron kerülettel.
2022-ben a terület elérte a 84 923 lelket négyzetkilométerenként 1160 fő összsűrűséggel. A Trans-Java útvonal ezen a területen halad át, így Ngawi tranzitvárosnak tekinthető.